# Gandra (Esposende)
Gandra ist ein Ort und eine ehemalige Gemeinde (Freguesia) im Norden Portugals.
Gandra gehört zum Kreis und zur Stadt Esposende im Distrikt Braga. Die Gemeinde hatte eine Fläche von 5,2 km² und 1337 Einwohner (Stand 30. Juni 2011).
Am 29. September 2013 wurden die Gemeinden Gandra, Esposende und Marinhas zur neuen Gemeinde União das Freguesias de Esposende, Marinhas e Gandra zusammengeschlossen.